# Аматоксины

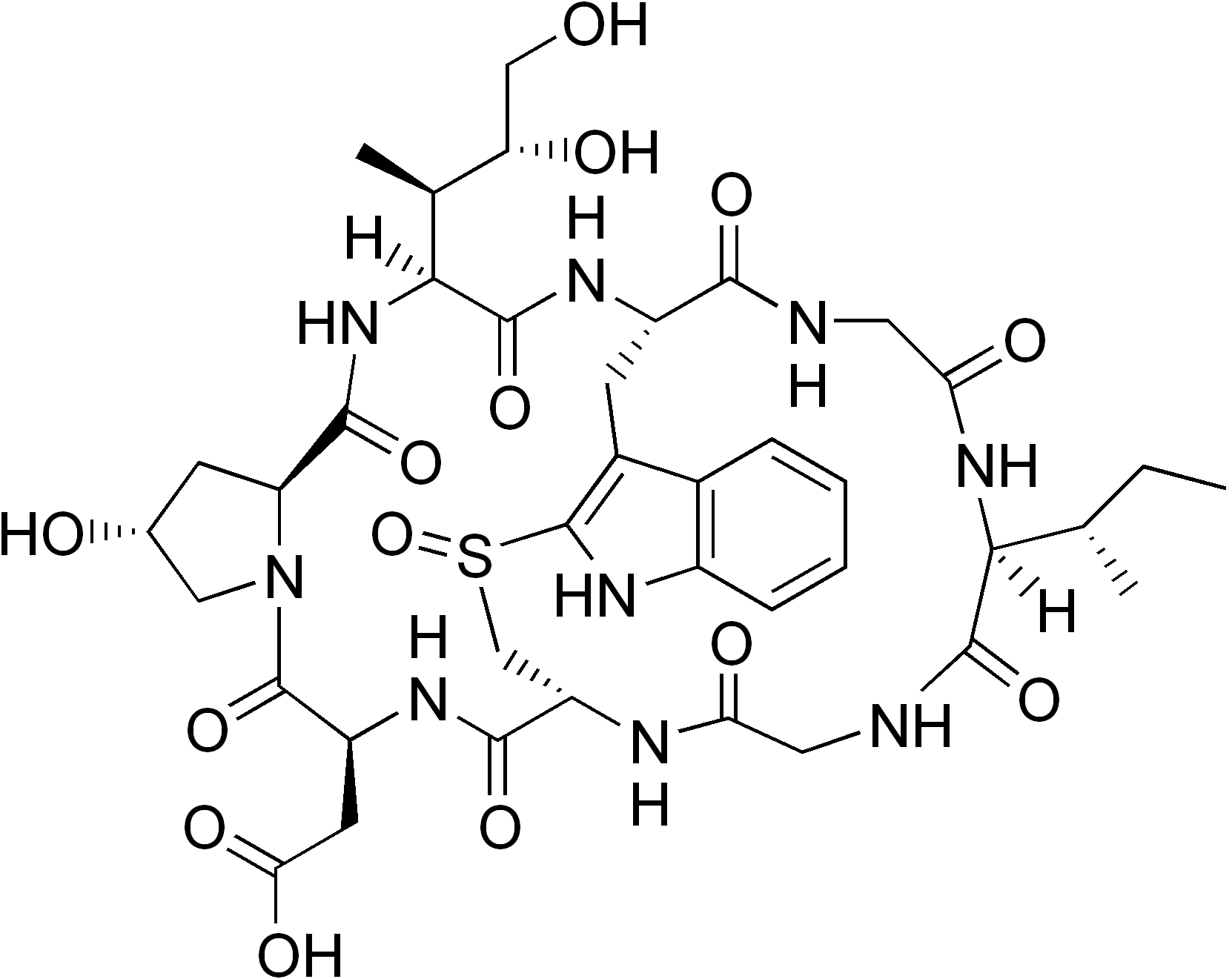
Структура аманина, одного из представителей группы аматоксинов

Аматоксины, также аманитины, аманитотоксины — группа органических соединений, представляют собой циклические пептиды (октапептиды), состоящие из восьми аминокислотных остатков. Все токсины аманита содержат γ-гидроксилированные аминокислоты, что является условием их токсичности. Чрезвычайно токсичны, сильнейшие гепатотоксины, поражают клетки печени (гепатоциты), вызывая их некроз, и тем самым представляют большую угрозу здоровью и жизни человека при интоксикации. Встречаются в плодовых телах грибов рода Аманита, Галерина и Лепиота.

## Определение
Для определения наличия аматоксинов в пробе используется так называемый тест Мейснера. Тест даёт ложноположительные результаты на псилоцин, псилоцибин и 5-замещенные триптамины.

## Источники аматоксинов

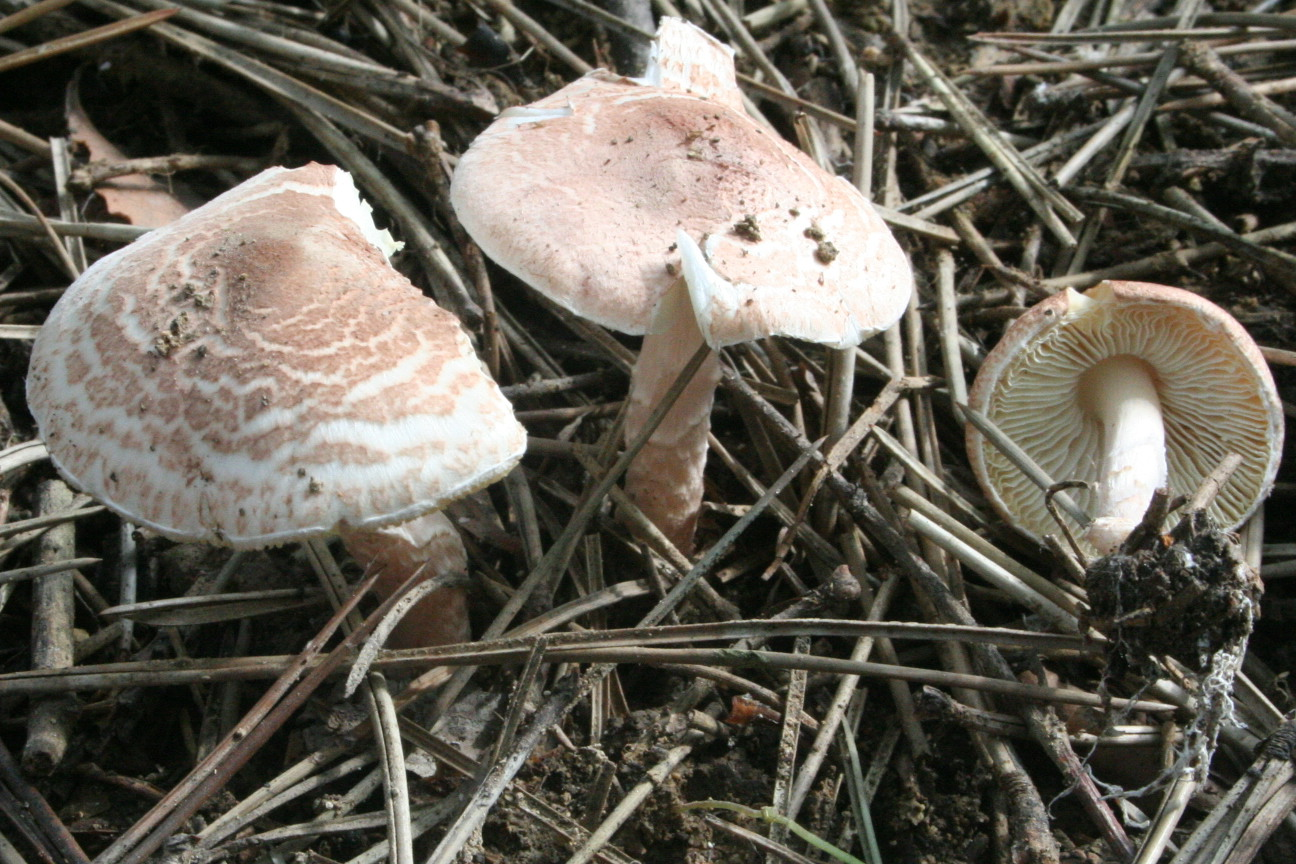
Лепиота коричнево-красная, один из наиболее смертельно опасных грибов своего рода.
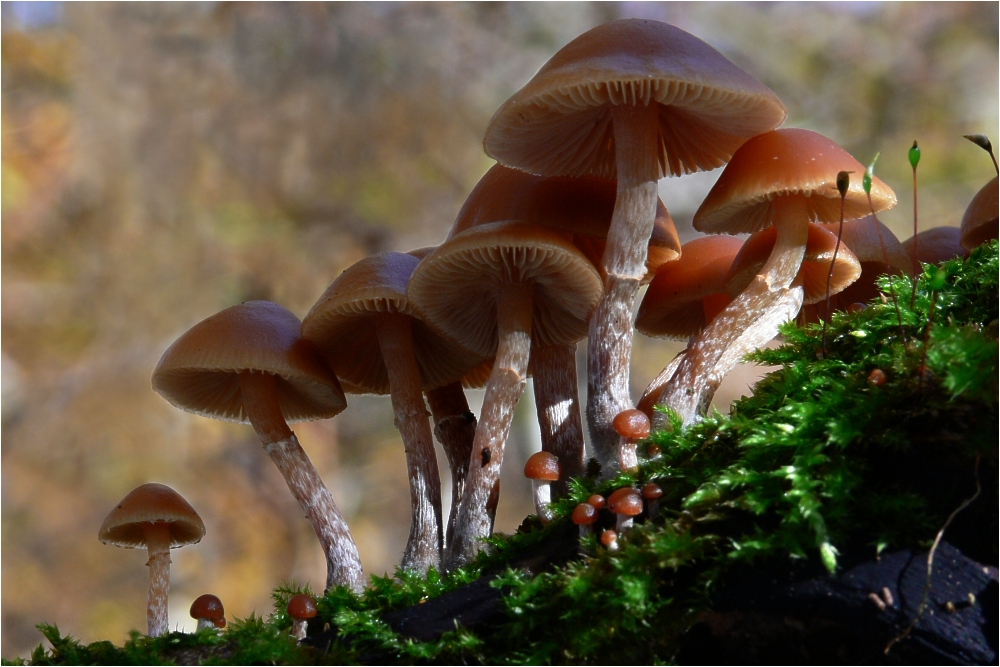
Галерина окаймлённая, смертельно ядовитый гриб.
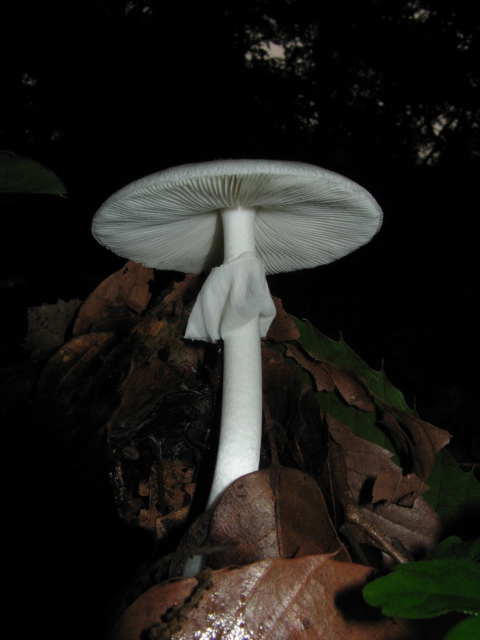
Белая поганка или белый мухомор, один из смертельно опасных видов грибов рода Аманита.
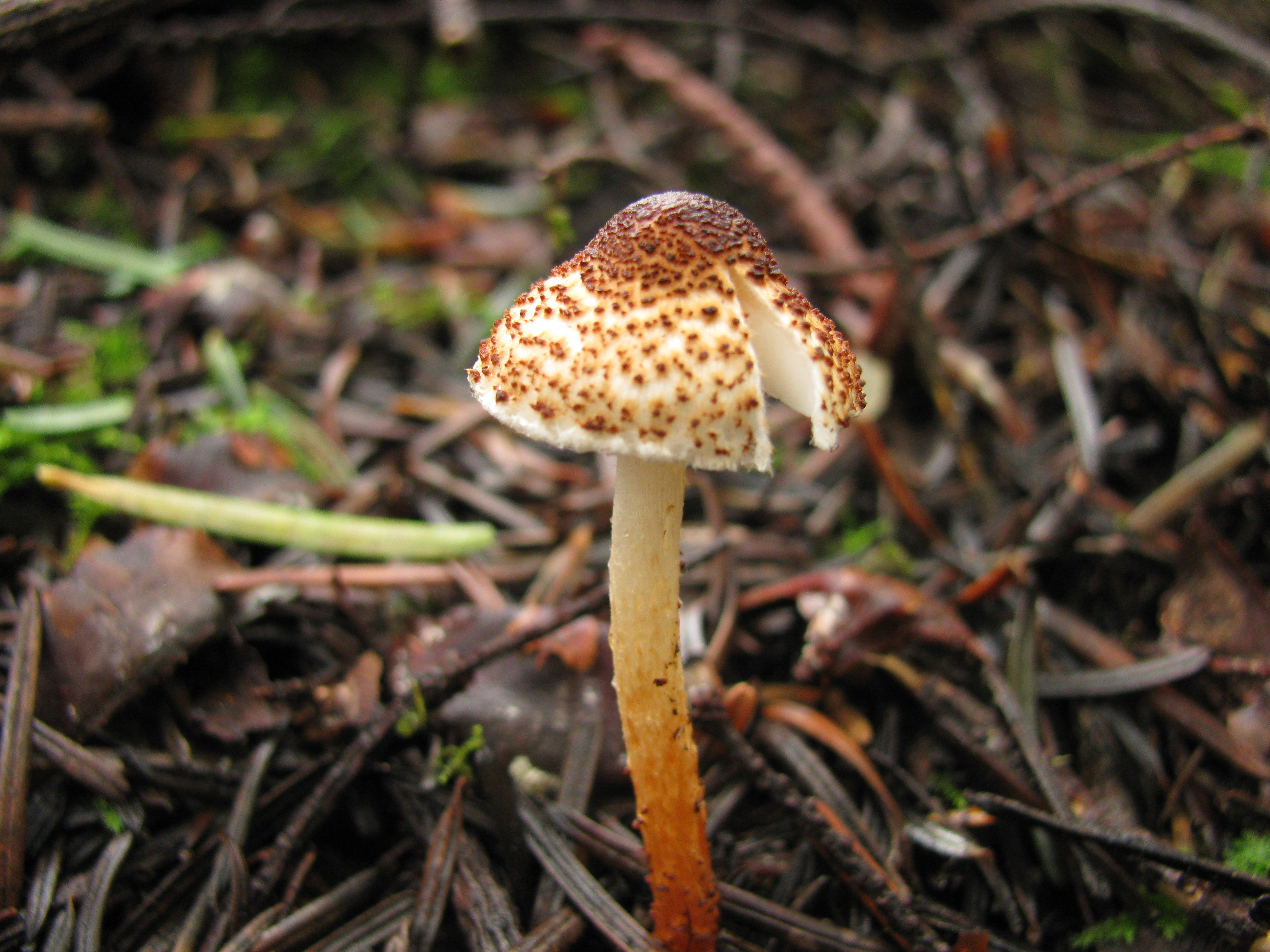
Лепиота каштановая, ещё один смертельно опасный гриб, содержащий большое количество аматоксинов.
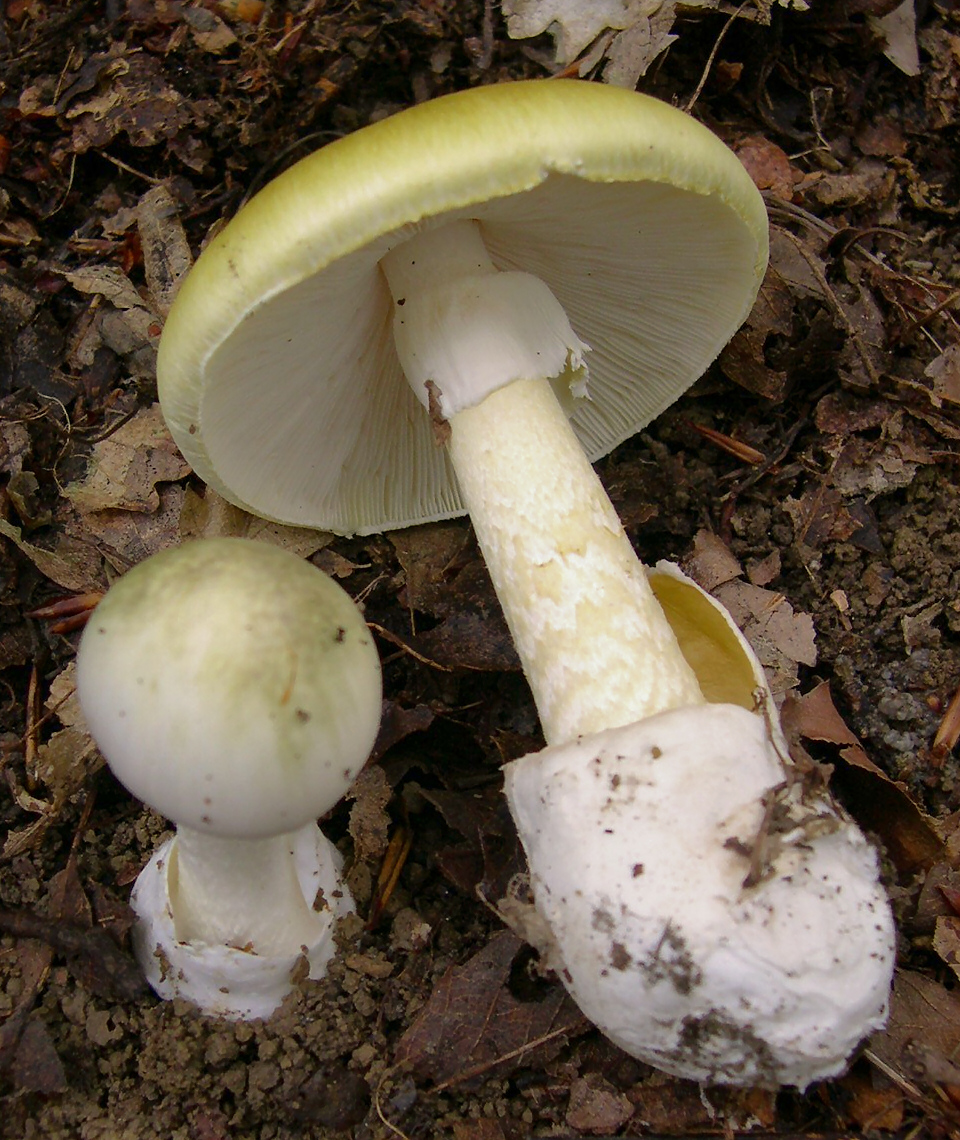
Бледная поганка (Amanita phalloides), самый распространённый смертельно ядовитый гриб рода Аманита. Впервые аматоксины были обнаружены именно в этом грибе, откуда и получили своё название.

## Строение

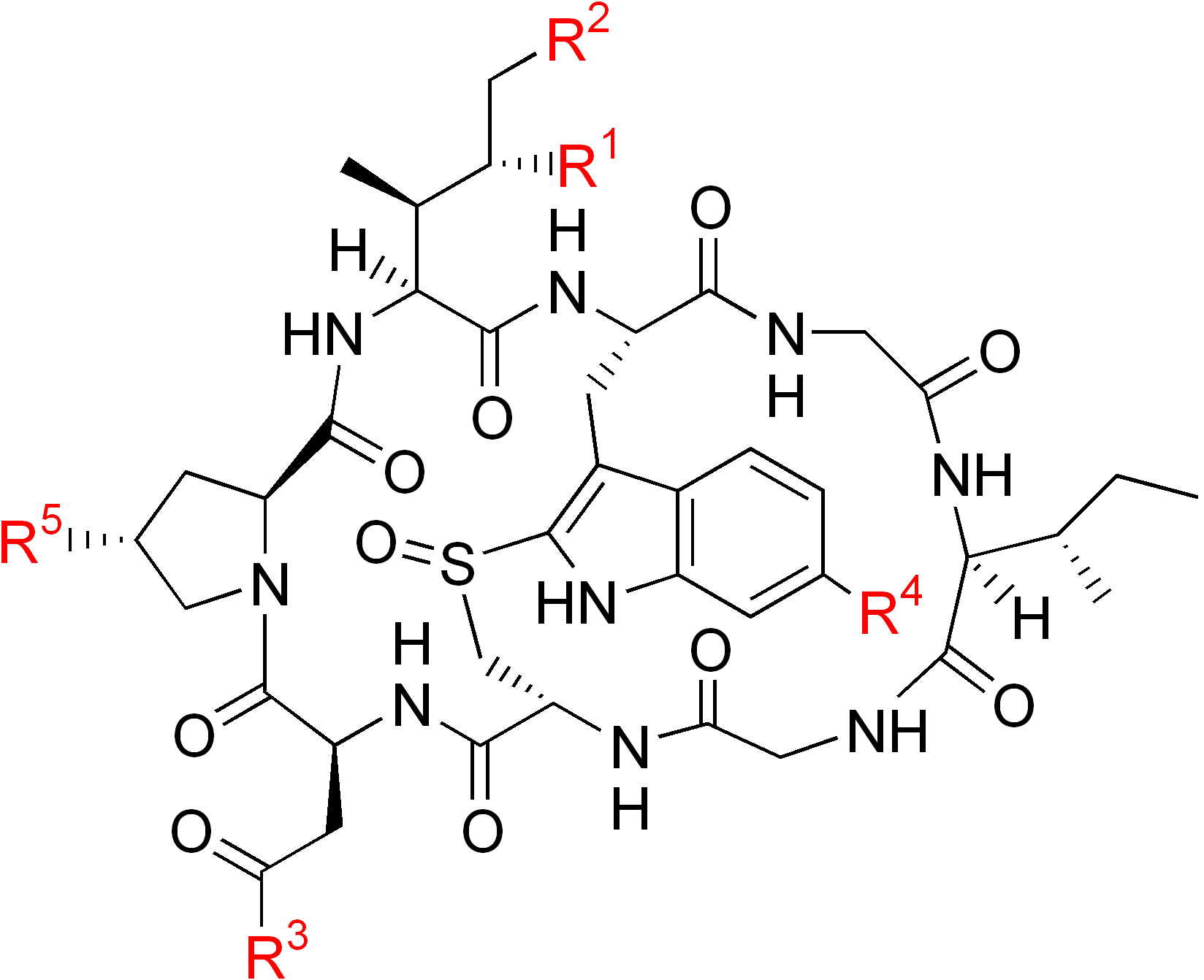
Структура аматоксинов. Чёрным цветом обозначен остов структуры, который постоянен для всех видов. Вариабельные (переменные) группы R^{1} — R^{5}, обозначенные красным цветом, определяют конкретные виды аматоксинов

## Меры предосторожности

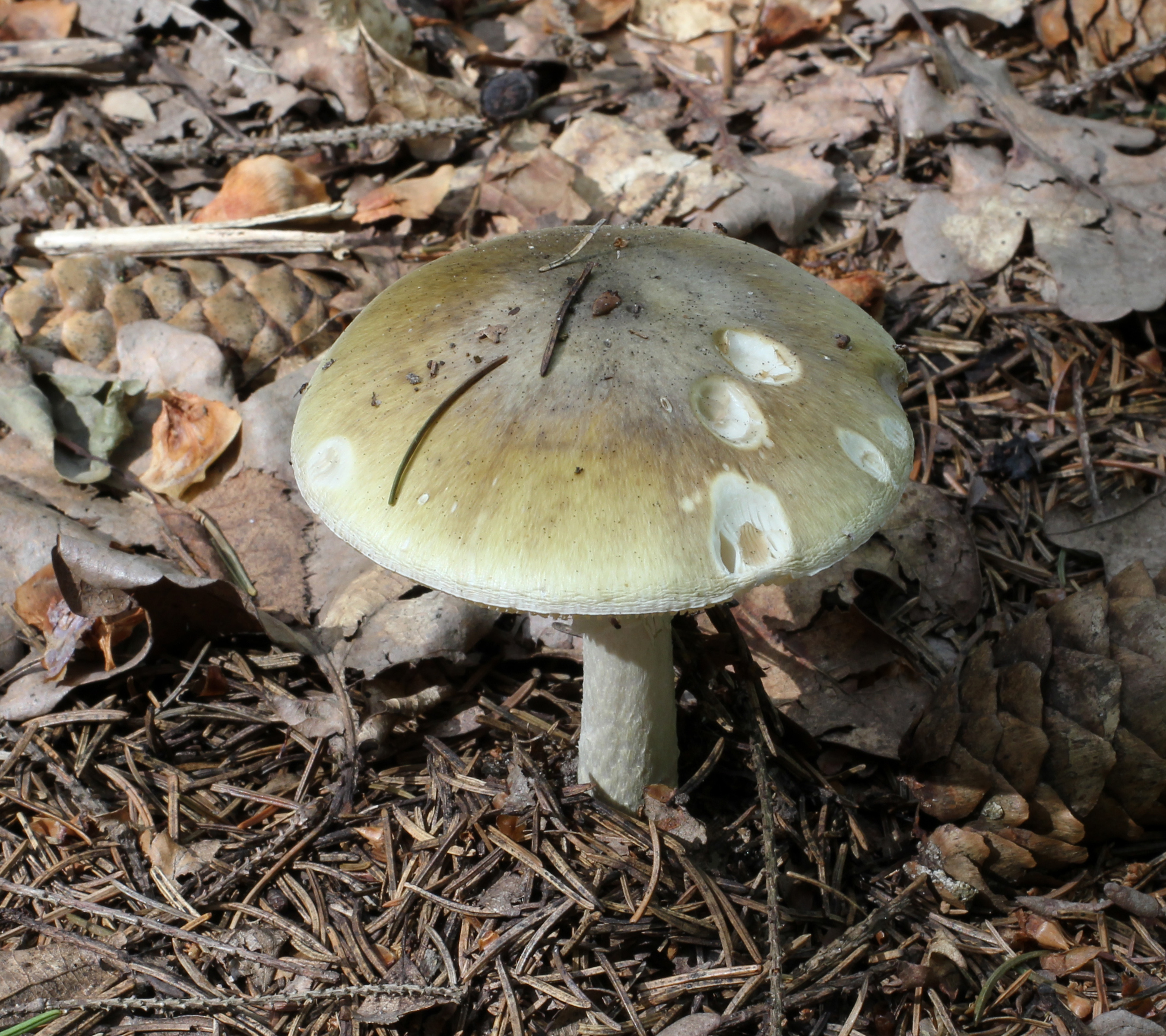
Бледная поганка может быть очень похожа на некоторые виды сыроежек